# Бендерское восстание
Бендерское восстание — вооружённое восстание, поднятое большевиками 27 мая 1919 года в Бендерах против оккупации Бессарабии Румынией, за установление Советской власти. Восстание началось ранним утром при поддержке отряда Красной армии, переправившегося в город из-за Днестра. Восставшие захватили контроль над городом, но к вечеру того же дня были разгромлены румынскими войсками при поддержке войск Антанты.

## Предыстория

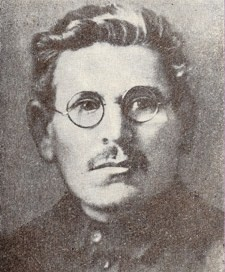
Григорий Борисов (Старый), руководитель восстания

Румынские войска вступили в Бессарабию в декабре 1917 года формально во исполнение приказа командующего Румынским фронтом русского генерала Щербачёва об обеспечении охраны складов, дорог и восстановлении порядка. Румынские войска под предлогом того, что Бессарабия является этнически румынской территорией, в январе-марте 1918 года полностью заняли край, де-факто включив его в состав Румынского королевства. Антанта предложила Советской России посредничество в переговорах с Румынией. В феврале 1918 года был подписан протокол о ликвидации русско-румынского конфликта, 5—9 марта — соглашение между РСФСР и Румынией об освобождении Румынией Бессарабии. Согласно протоколу, Румыния обязывалась вывести свои войска из Бессарабии в двухмесячный срок. Однако, воспользовавшись сложным положением Советской России (вторжение австро-германских войск на Украину и временное отступление советских войск), румынское правительство нарушило соглашение и аннексировало Бессарабию. В конце 1918 года в Бендеры были переброшены две французские дивизии для помощи румынским войскам. В начале 1919 года на севере Бессарабии произошло Хотинское восстание. После этого действия большевиков в Бендерах активизировались.
Бендерские большевики, планируя восстание, понимали, что для успеха восстания необходимо добиться как минимум нейтралитета французов, а лучше привлечь их на свою сторону. Подпольный комитет начал устанавливать контакты с французскими солдатами. Его члены, владевшие иностранными языками (Е. Погонкин, В. Попович, А. Галацер и многие другие), устраивались на подсобные работы во французскую дивизию и, по воспоминаниям французского солдата Марселя Тандю, открыли им «глаза на то, что происходило в России и на события в других странах».
Среди французских военнослужащих стало нарастать недовольство. В начале 1919 года 58-й Авиньонский пехотный полк отказался выполнить приказ командования о наступлении на Тирасполь. Под давлением офицеров он перешел было Днестр, но на подходе к Тирасполю, когда французская артиллерия открыла огонь по повозкам с женщинами и детьми, пехота отказалась идти дальше и отступила в Бендеры. Три дня их продержали в Бендерской крепости под арестом, а потом снова попытались послать на Тирасполь. Солдаты отказались, и полк перевезли в Галац, разоружили и отправили многих солдат на каторгу в Марокко. Попытка группы бендерских железнодорожников, в которую входил и Павел Ткаченко, освободить солдат, запертых на мыловаренном заводе, провалилась, но вызвала широкий резонанс и обусловила нейтралитет и даже поддержку в будущем восстании.
В апреле-начале мая 1919 года большевики, занявшие Украину, готовили завоевание Румынии, для чего была сосредоточена 6-я дивизия 3-й Украинской Красной Армии под командованием Григорьева. В апреле 1919 года вторая Бендерская подпольная партконференция «взяла курс на восстание». Оно должно было быть синхронизировано с наступлением на город частей Красной армии из-за Днестра. В начале мая по радио были переданы ультимативные ноты румынскому правительству с требованиями немедленно вывести войска из Бессарабии, предать суду всех виновных в преступлениях против жителей этого региона и возвратить всё захваченное имущество. Однако мятеж григорьевской дивизии (8 мая 1919 года) сорвал все планы большевиков. Мятежники заняли Николаев и Херсон. Командующий 3-й Украинской армией Н. Худяков бросил значительные силы на подавление мятежа. В то же время Деникин начал наступление на Донбасс. 17 мая казаки Шкуро прорвали красный фронт под Волновахой; 24 мая часть Украинской армии была брошена против Деникина. В таких условиях поход на Румынию становился абсолютно невозможным. Однако планировавшееся восстание отменено не было.

## Ход событий

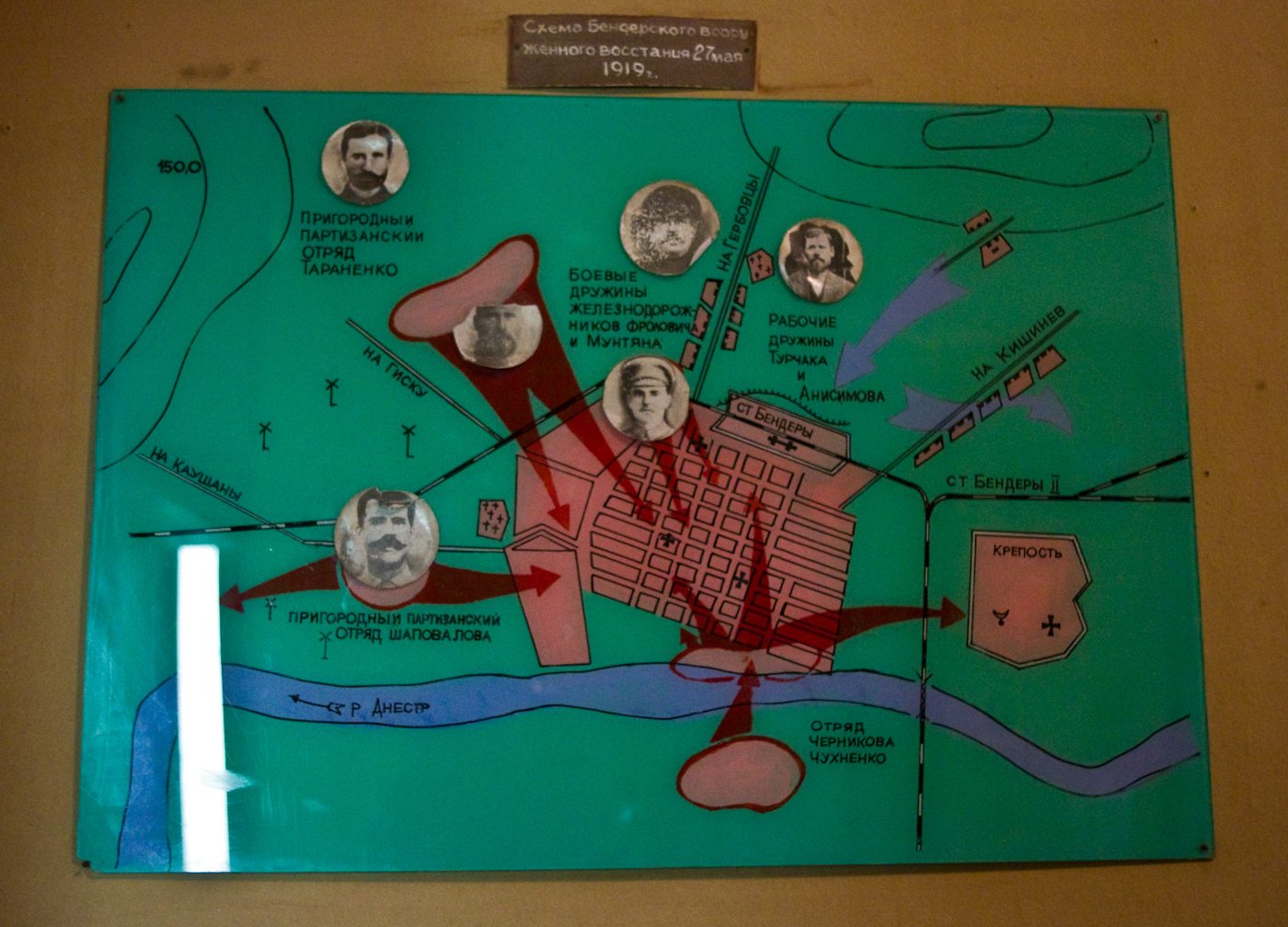
Схема Бендерского восстания

Восстание началось утром 27 мая 1919 года. Восставшие, в основном рабочие-железнодорожники, вместе с прибывшим красноармейским отрядом (около 150 человек, в основном уроженцы Бессарабии) из состава 3-й бригады 5-й дивизии 3-й Украинской армии атаковали крепостной гарнизон, захватили вокзал, почту, финансовую администрацию, телеграф и железнодорожный мост, освободили политзаключённых. На сторону восставших перешла часть солдат 4-го и 37-го французских полков, остальные французские солдаты сохраняли нейтралитет. К восставшим примкнули многие солдаты, дезертировавшие из румынской армии. После некоторого сопротивления выбросил белый флаг капитуляции и весь гарнизон румынских солдат, засевших в Бендерской крепости. Руководил восставшими Г. И. Борисов (Старый).
К середине дня весь город оказался в руках восставших. К вечеру того же дня к Бендерам были подтянуты свежие силы румынских войск, которые после артиллерийского обстрела с Борисовских высот повели наступление на город. На помощь румынам были брошены французские колониальные войска, состоявшие из алжирских солдат — зуавов, обычно использовавшихся для проведения карательных акций. К концу дня восстание было подавлено. Остатки повстанцев под румынским огнём начали отступление за Днестр. Часть французов стала на пути румын и алжирцев, которые не решились в них стрелять, что спасло жизнь при переправе многим восставшим. На протяжении нескольких дней в городе велись массовые обыски и аресты. Около 150 участников были расстреляны, многие были арестованы и преданы суду.

## Причины поражения
В ситуации, сложившейся к концу мая, восстание в Бендерах было очевидной авантюрой. Командование Украинским фронтом и бендерские подпольные организации явно недооценили силы румынских войск и посчитали, что восставшим удастся удержать город даже при небольшой поддержке Красной армии.

## Бендерское восстание в советской традиции

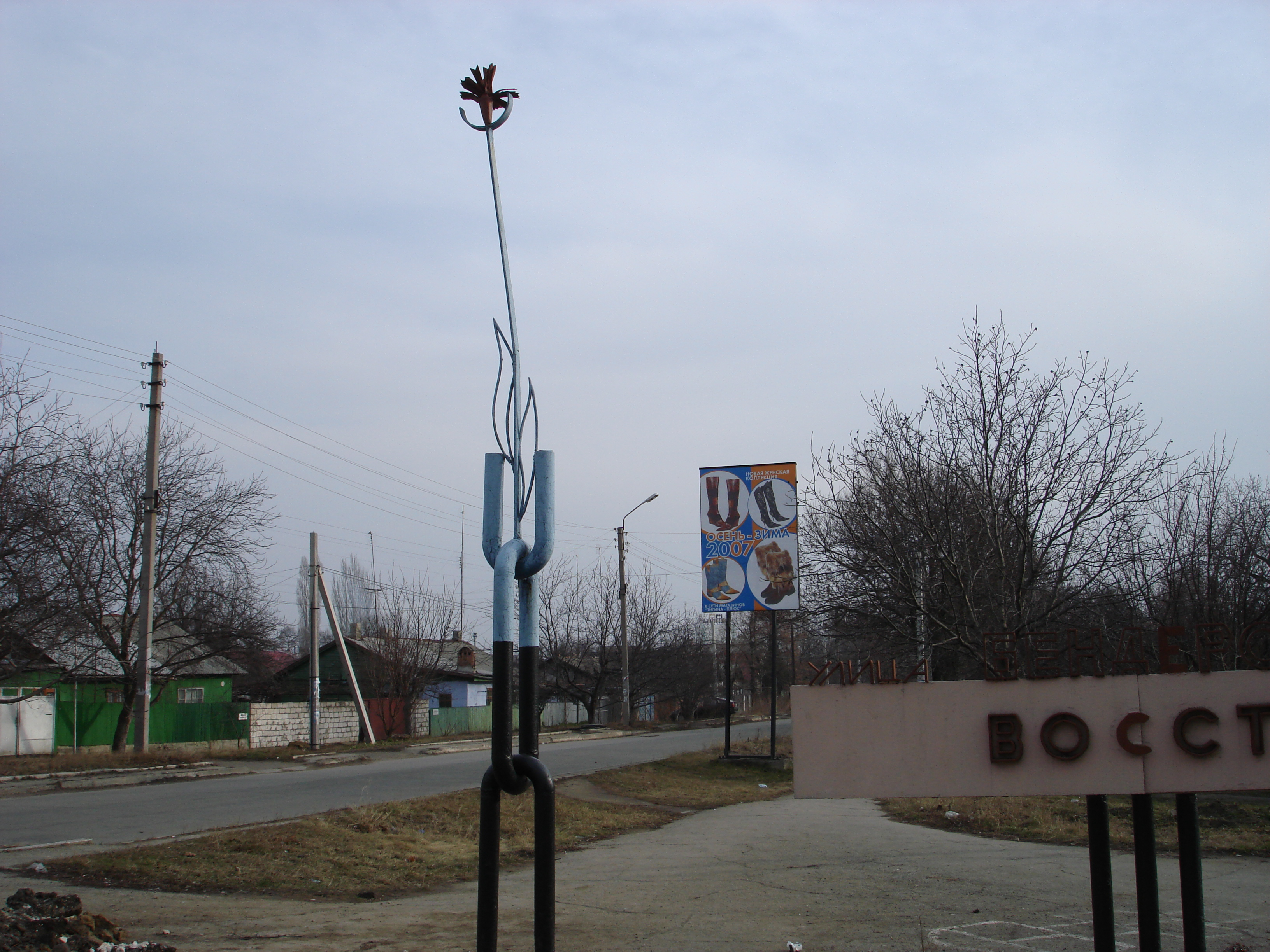
Скульптурная композиция на перекрестке улиц Бендерского восстания и Кишинёвской

С советской традиции этот эпизод рассматривался, как часть «борьбы народа Бессарабии, направленной против румынской оккупации, на восстановление Советской власти и объединение с СССР».
Позднее в честь Бендерского восстания была названа одна из улиц города. Другая бендерская улица стала носить имя руководителя восстания Г. И. Старого. В 1969 году в день 50-летия восстания, в честь его участников, на берегу Днестра был открыт 18-метровый памятник «Доблестным борцам за власть Советов».